# Abd Al-Rahman Al Sufi
Abd al-Rahman al-Sufi (tiếng Ba Tư: عبدالرحمن صوفی), (7 tháng 12 năm 903 tại Rey, Iran - 25 tháng 5 năm 986 tại Shiraz, Iran) còn được biết đến với những cái tên như Abd ar-Rahman của Sufi, Abd al-Rahman Abu al-Husayn, Abdul Rahman Sufi, Abdurrahman Sufi hay Azophi (tên Latin hóa) là nhà thiên văn học người Ba Tư. Ông là người lập ra danh mục các sao đầy đủ hpn Ptolemey, kèm với đó là hình vẽ mô tả vị trí của chúng. Ông còn là người có quan sát sớm nhất về thiên hà Tiên Nữ và mô tả nó là một đám mây nhỏ.

## Hình ảnh

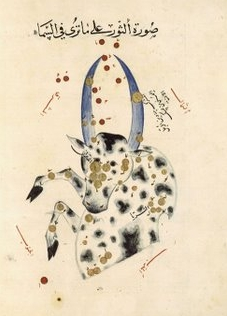
Chòm sao Kim Ngưu
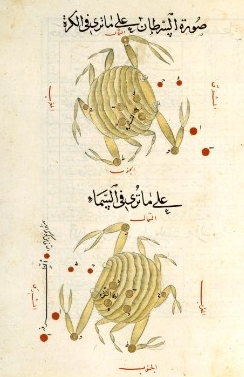
Chòm sao Cự Giải
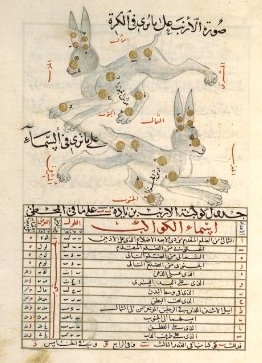
Chòm sao Thiên Thố
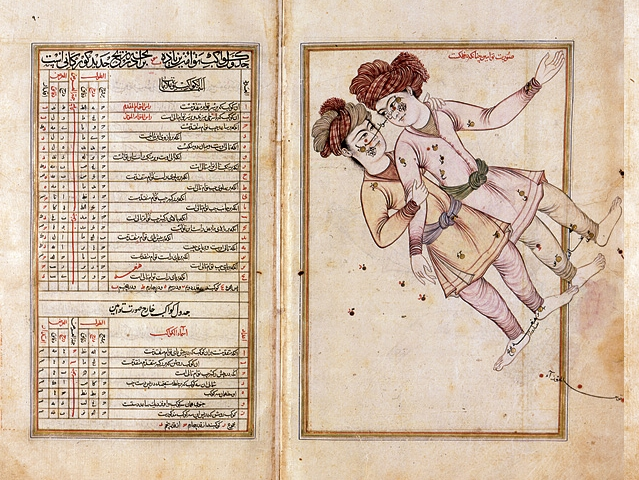
Chòm sao Song Tử
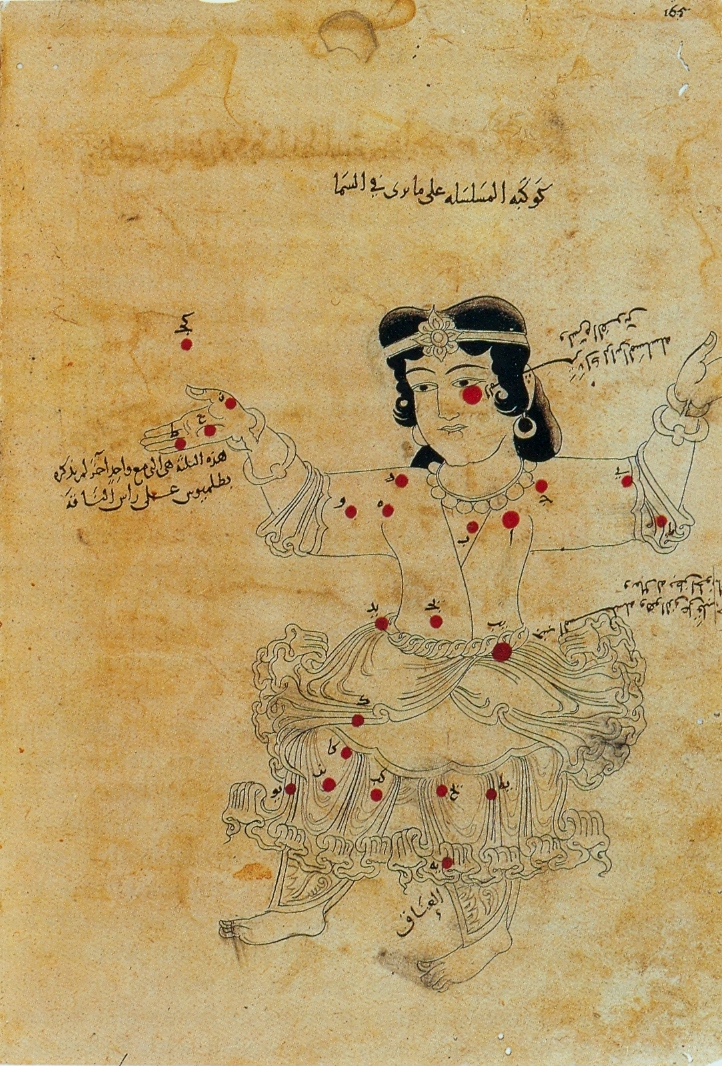
Chòm sao Tiên Nữ
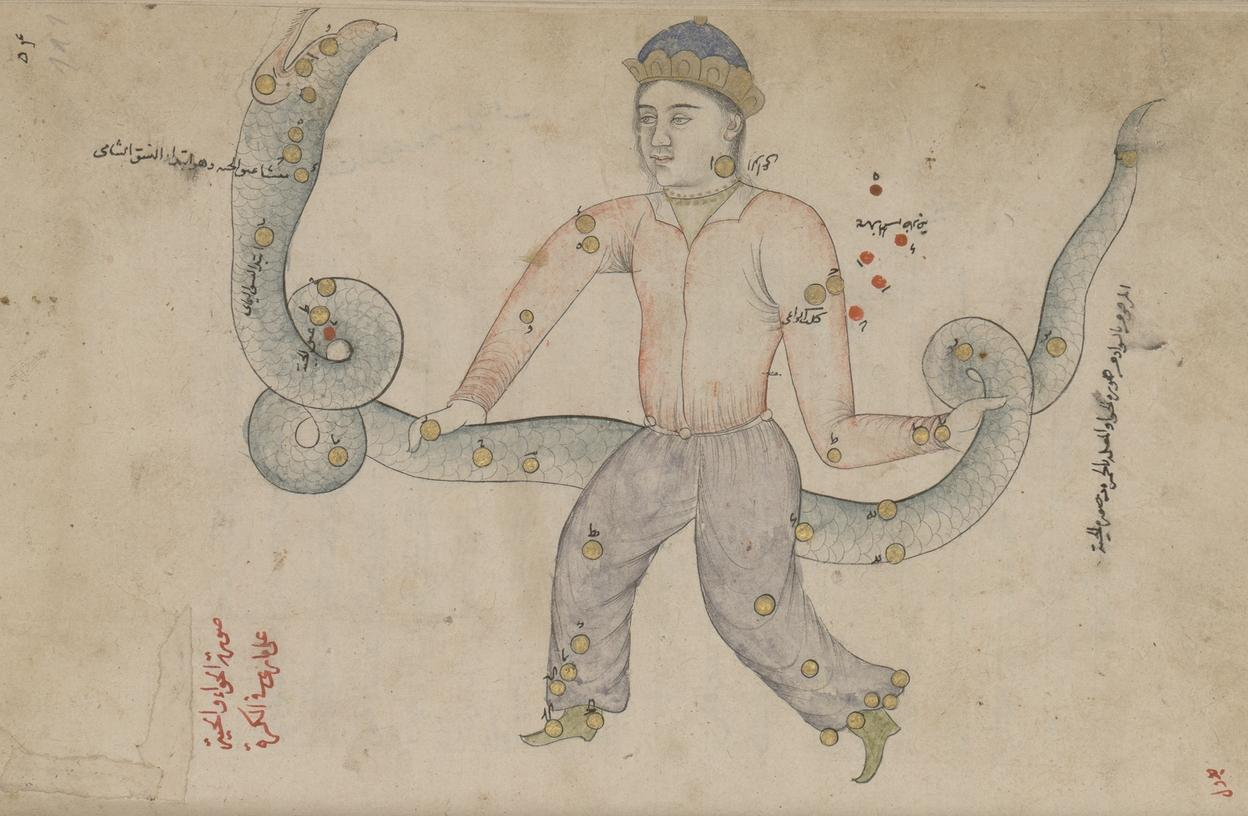
Chòm sao Xà Phu